# Tōkyū Setagaya-Linie
| Straßenbahnwagen der Baureihe 300 auf der Setagaya-Linie |                                  |                              |                            |
| Streckenlänge: | 5,0 km                           |                              |                            |
| Spurweite: | 1372 mm (63 mm unter Normalspur) |                              |                            |
| Stromsystem: | 600 V =                          |                              |                            |
| Streckengeschwindigkeit: | 40 km/h                          |                              |                            |
| Zweigleisigkeit: | ganze Strecke                    |                              |                            |
| |                                  |                              |                            |
| Gesellschaft: | Tōkyū Dentetsu                   |                              |                            |
| \| \| \| \| \| \| \| 0,0 \| Sangen-Jaya (三軒茶屋) \| 1923– \| \| \| \| ↑→ Tōkyū Den’entoshi-Linie \| \| \| \| \| → Tamagawa-Linie \| \| \| \| \| \| \| \| \| 0,3 \| Nishi-Taishidō (西太子堂) \| 1925– \| \| \| 0,9 \| Wakabayashi (若林) \| 1925– \| \| \| 1,4 \| Shōin-jinja-mae (松陰神社前) \| 1925– \| \| \| 1,8 \| Setagaya (世田谷) \| 1925– \| \| \| 2,2 \| Kamimachi (上町) \| 1925– \| \| \| \| \| \| \| \| \| Gōtokuji-mae (豪徳寺前) \| –1945 \| \| \| 2,7 \| Miyanosaka (宮の坂) \| 1945– \| \| \| \| Miyanosaka (宮ノ坂) \| –1944 \| \| \| \| ↔ Odakyū Odawara-Linie \| \| \| \| \| Gōtokuji (豪徳寺) \| \| \| \| 3,4 \| Yamashita (山下) \| 1925– \| \| \| \| Rokusho-jinja-mae \| \| \| \| \| (六所神社前) \| –1949 \| \| \| 4,2 \| Matsubara (松原) \| 1949– \| \| \| \| Shichiken-machi (七軒町) \| –1949 \| \| \| \| ←↓ Keiō-Linie \| 1913– \| \| \| 5,0 \| Shimo-Takaido (下高井戸) \| Shimo-Takaido (下高井戸) \| |                                  |                              |                            |
| Strecke (im Tunnel) |                                  |                              |                            |
| | 0,0                              | Sangen-Jaya (三軒茶屋)       | 1923–                      |
| U-Bahn-Strecke · U-Bahn-Strecke (außer Betrieb) · Strecke nach links (im Tunnel) |                                  | ↑→ Tōkyū Den’entoshi-Linie   | ↑→ Tōkyū Den’entoshi-Linie |
| U-Bahn-Strecke · U-Bahn-Strecke nach links (außer Betrieb) |                                  | → Tamagawa-Linie             | → Tamagawa-Linie           |
| |                                  |                              |                            |
| U-Bahn-Haltepunkt / Haltestelle | 0,3                              | Nishi-Taishidō (西太子堂)    | 1925–                      |
| U-Bahn-Haltepunkt / Haltestelle | 0,9                              | Wakabayashi (若林)           | 1925–                      |
| U-Bahn-Haltepunkt / Haltestelle | 1,4                              | Shōin-jinja-mae (松陰神社前) | 1925–                      |
| U-Bahn-Haltepunkt / Haltestelle | 1,8                              | Setagaya (世田谷)            | 1925–                      |
| U-Bahn-Haltepunkt / Haltestelle · U-Bahn-Betriebsstelle Streckenanfang | 2,2                              | Kamimachi (上町)             | 1925–                      |
| |                                  |                              |                            |
| ehemaliger U-Bahn-Haltepunkt / Haltestelle |                                  | Gōtokuji-mae (豪徳寺前)      | –1945                      |
| U-Bahn-Haltepunkt / Haltestelle | 2,7                              | Miyanosaka (宮の坂)          | 1945–                      |
| ehemaliger U-Bahn-Haltepunkt / Haltestelle |                                  | Miyanosaka (宮ノ坂)          | –1944                      |
| U-Bahn-Strecke |                                  | ↔ Odakyū Odawara-Linie       | ↔ Odakyū Odawara-Linie     |
| Bahnhof quer · U-Bahn-Kreuzung mit Eisenbahn geradeaus unten · Strecke quer |                                  | Gōtokuji (豪徳寺)            | Gōtokuji (豪徳寺)          |
| U-Bahn-Haltepunkt / Haltestelle | 3,4                              | Yamashita (山下)             | 1925–                      |
| ehemaliger U-Bahn-Haltepunkt / Haltestelle |                                  | Rokusho-jinja-mae            | Rokusho-jinja-mae          |
| U-Bahn-Strecke |                                  | (六所神社前)                 | –1949                      |
| U-Bahn-Haltepunkt / Haltestelle | 4,2                              | Matsubara (松原)             | 1949–                      |
| ehemaliger U-Bahn-Haltepunkt / Haltestelle |                                  | Shichiken-machi (七軒町)     | –1949                      |
| Strecke von rechts · U-Bahn-Strecke |                                  | ←↓ Keiō-Linie                | 1913–                      |
| | 5,0                              | Shimo-Takaido (下高井戸)     | Shimo-Takaido (下高井戸)   |

Die Tōkyū Setagaya-Linie (jap. 東急世田谷線, Tōkyū Setagaya-sen) ist eine Straßenbahnlinie der japanischen Bahngesellschaft Tōkyū Dentetsu. Im Südwesten Tokios verbindet sie auf einer Länge von fünf Kilometern die Bahnhöfe Sangen-Jaya und Shimo-Takaido miteinander. Die Linie verläuft zur Gänze im Bezirk Setagaya, nach dem sie auch benannt ist.

## Streckenbeschreibung
Als einzige Strecke der Tōkyū Dentetsu ist diese Strecke rechtlich als Straßenbahn klassifiziert, auch wenn sie wegen des durchgängigen eigenen Gleiskörpers und des kompletten Fehlens straßenbündiger Abschnitte vom Charakter her einer deutschen Stadtbahn entspricht. Sie zählt daher mit der Toden-Arakawa-Linie zu den einzigen übrig gebliebenen Straßenbahnlinien in Tokio.
Die Strecke ist komplett zweigleisig ausgebaut, abgesehen von den Endstellen, bei denen über ein einziges Gleis mit Bahnsteigen auf beiden Seiten stumpf gewendet wird. Wie früher bei den Tokioter Straßenbahnen üblich, ist die Setagaya-Linie mit 600 V Gleichspannung elektrifiziert und in der seltenen Spurweite von 1372 mm (63 mm weniger als Normalspur) verlegt; die zulässige Höchstgeschwindigkeit beträgt 40 km/h. An allen Stationen sind Hochbahnsteige in seitlicher Lage zum niveaugleichen Ein- und Aussteigen vorhanden.

## Züge
Die Strecke wird seit Juli 2001 vollständig mit zweiteiligen, stadtbahnartigen Fahrzeugen der Baureihe 300 betrieben. Hersteller war das damals ebenfalls zur Tokyu Group gehörende Unternehmen Tokyu Vehicle Manufacturing (heute J-TREC). Die Wagen ersetzten über einen Zeitraum von zwei Jahren hinweg die aus den frühen 1960er Jahren stammenden herkömmlichen Straßenbahnen des Typs Deha 150. Um das stufenlose Ein- und Aussteigen zu ermöglichen, wurden die Bahnsteige nach dem letzten Betriebstag der alten Wagen um einige Zentimeter auf das Bodenniveau der neuen Wagen erhöht und an beiden Enden mit Rampen ausgestattet. Der Fuhrpark umfasst zehn Triebwagen, die alle in einer unterschiedlichen Farbe lackiert sind.
In Betrieb ist die Strecke von 5 Uhr morgens bis 1 Uhr nachts. Tagsüber verkehren die Straßenbahnen in einem festen Sechs-Minuten-Takt, abends alle sieben bis zwölf Minuten. Während der Hauptverkehrszeit wird alle vier oder fünf Minuten gefahren. Einzelne Züge fahren von beiden Endstationen aus nur bis Kamimachi; dabei handelt es sich um Ein- und Ausrückfahrten vom und zum Depot.

## Bilder

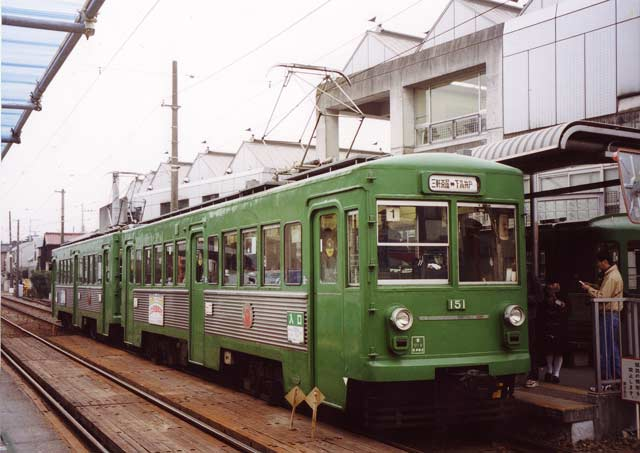
Wagen des Typs Deha 150 (2001)
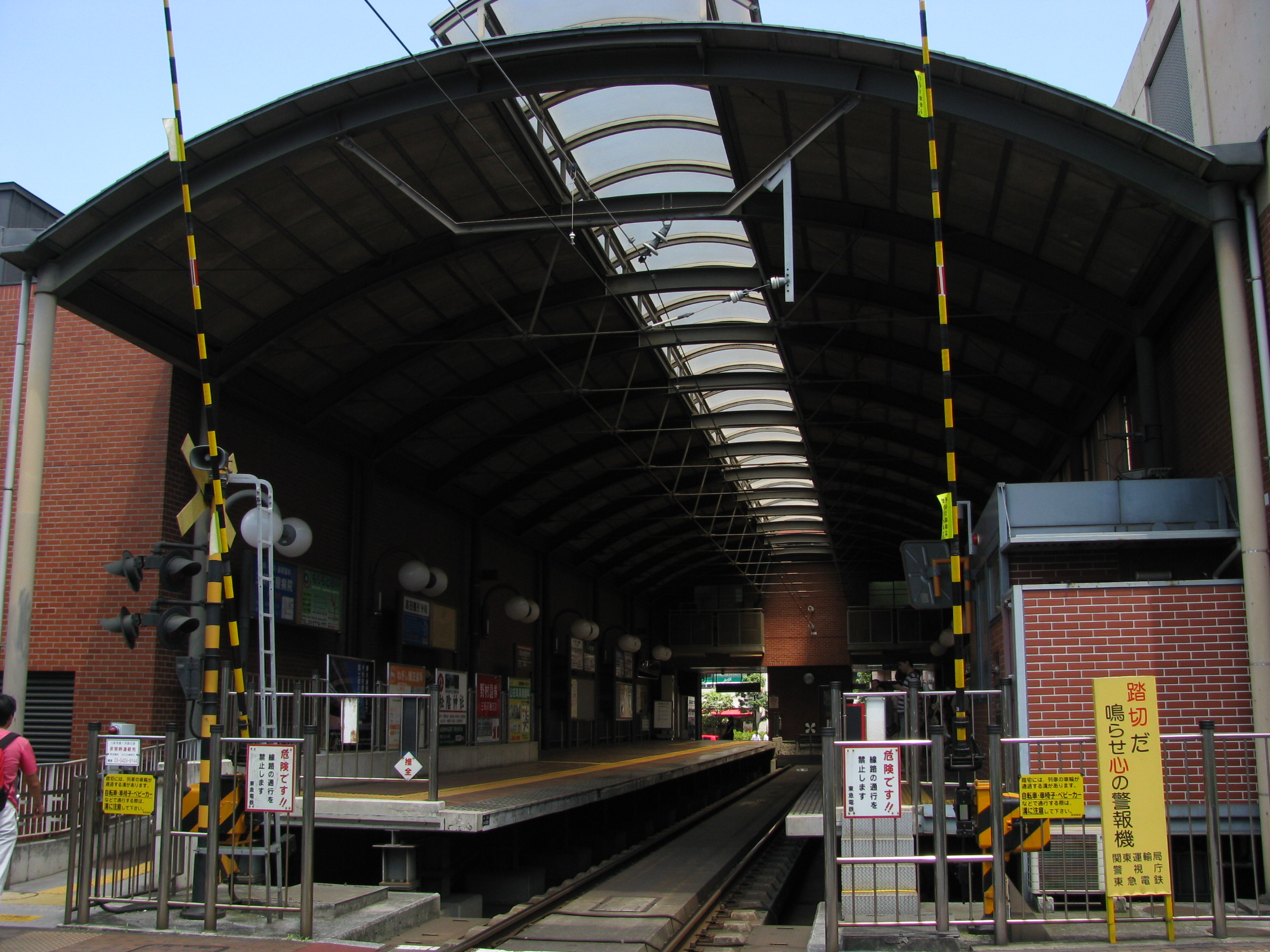
Haltestelle Sangen-Jaya
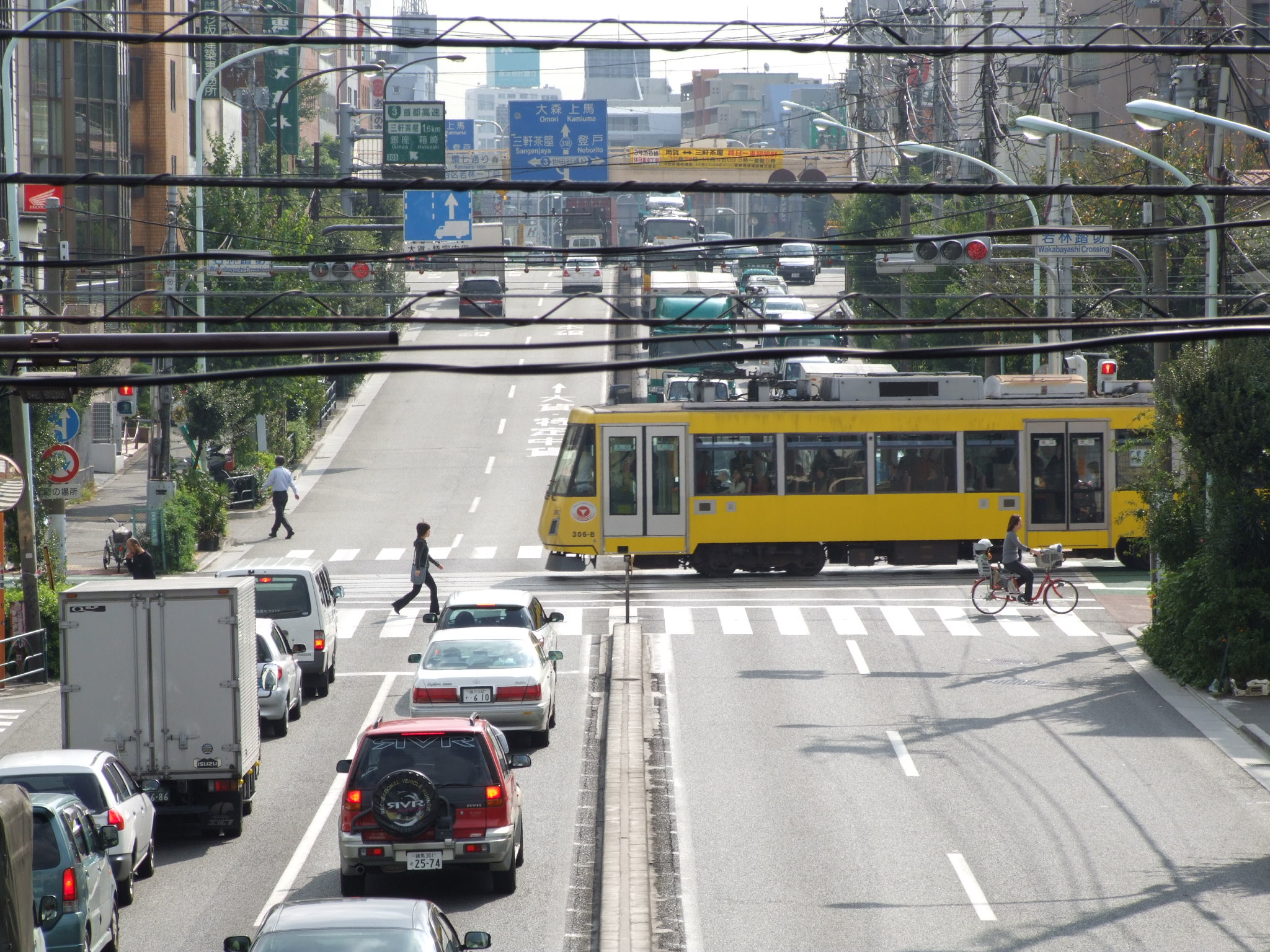
Wakabayashi-Kreuzung
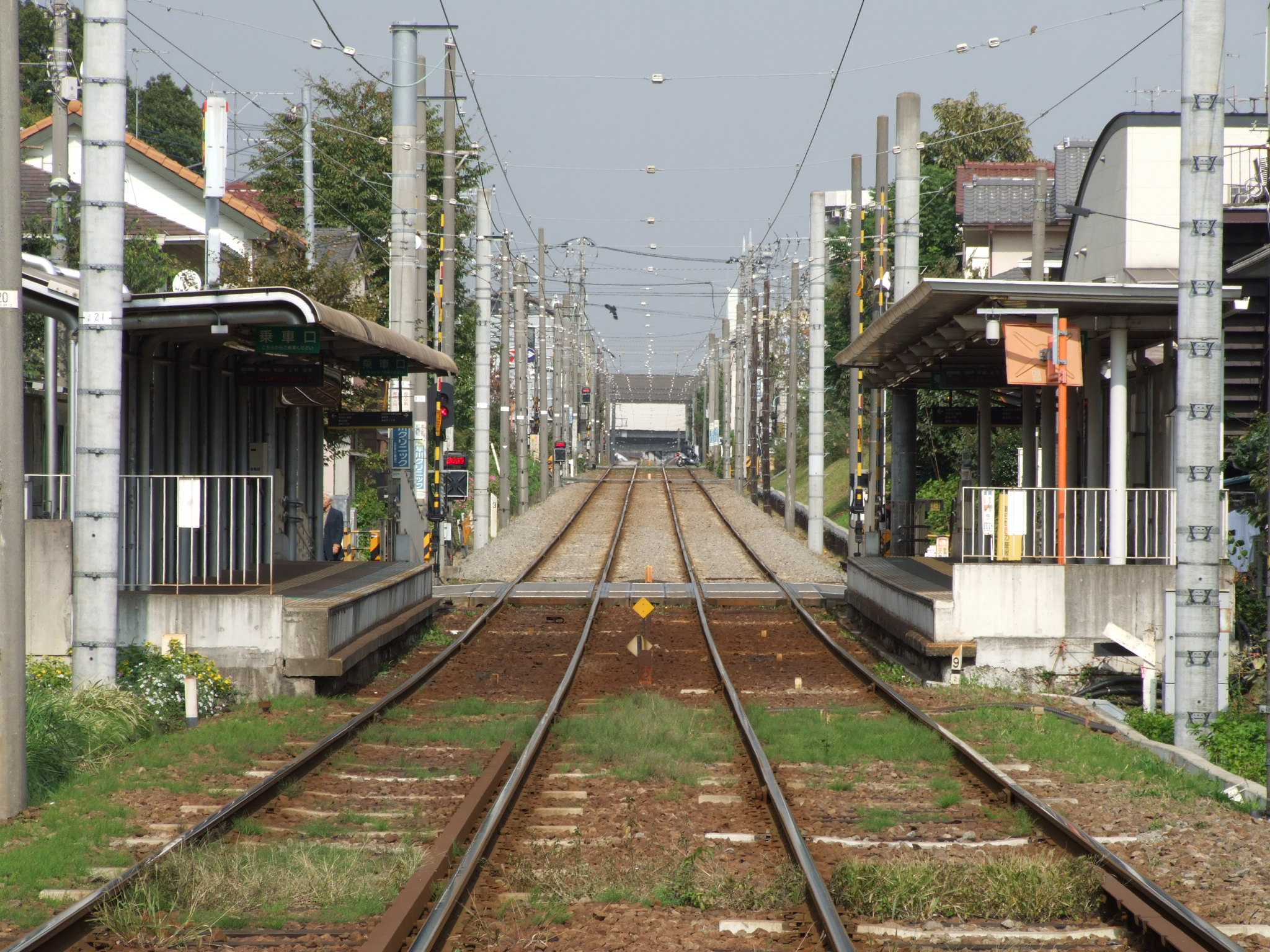
Haltestelle Miyanosaka
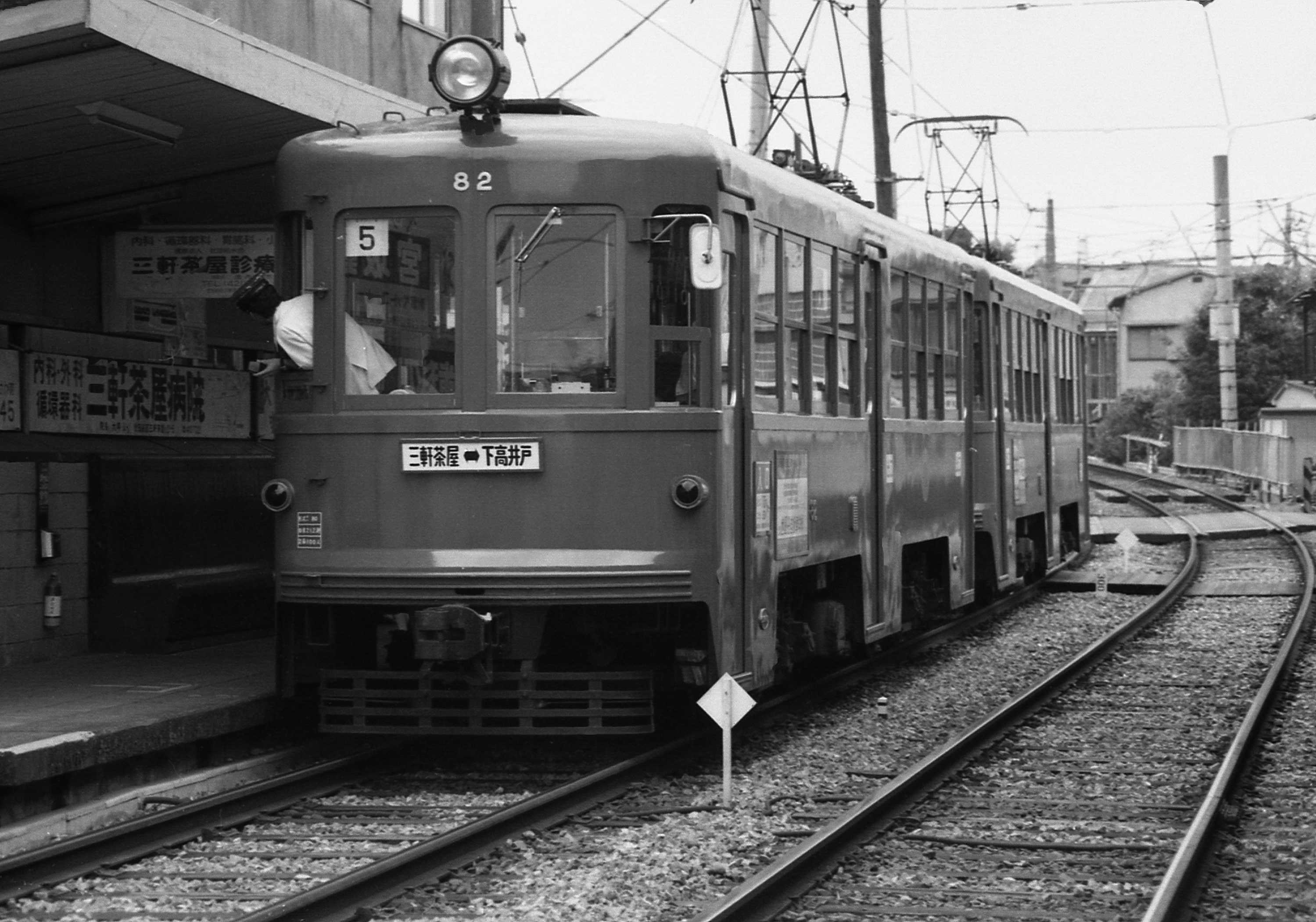
Wagen des Typs Deha 80 (1985)

## Geschichte
Die Bahngesellschaft Tamagawa Denki Tetsudō (kurz Tamaden) betrieb seit 1907 ein kleines Straßenbahnnetz, das auf den Bahnhof Shibuya ausgerichtet war. Sie eröffnete am 18. Januar 1925 den ersten Abschnitt der Setagaya-Linie, die in Sangen-Jaya von der Tamagawa-Linie abzweigte und zunächst bis zur Haltestelle Setagaya führte. Am 1. Mai desselben Jahres folgte die Eröffnung des zweiten Streckenteils zwischen Setagaya und Shimo-Takaido. Ab 1934 stellte die Tōkyō Yokohama Dentetsu (heutige Tōkyū Dentetsu) das Management, am 1. April 1938 ging die Tamaden ganz in dieser auf.
Das Streckennetz der ehemaligen Tamaden wurde am 11. Mai 1969 stillgelegt, um Platz für den gleichzeitigen Bau der Route 3 der Stadtautobahn Tokio und der parallel dazu verlaufenden unterirdischen Verlängerung der Tōkyū Den’entoshi-Linie zu schaffen. Nur die Setagaya-Linie, die von Anfang an unabhängig vom Straßenverkehr war, blieb weiterhin erhalten. Da sich das Depot bisher an der Tamagawa-Linie befand, musste bei der Haltestelle Kamimachi ein Ersatz errichtet werden. Bis zur Inbetriebnahme der Den’entoshi-Linie am 16. November 1977 war die Setagaya-Linie vom übrigen Streckennetz der Tōkyū Dentetsu isoliert.

## Liste der Haltestellen

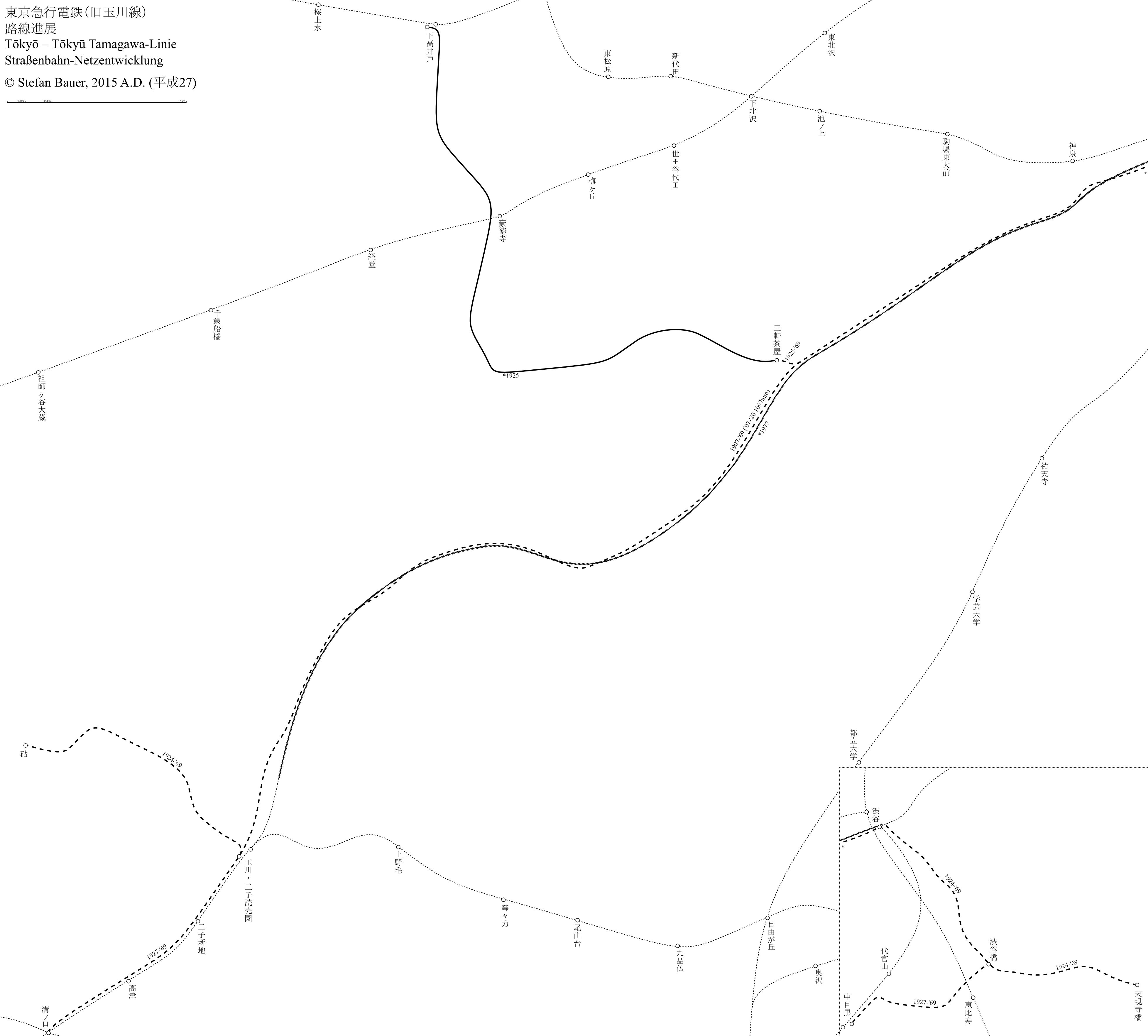
Netzentwicklung (durchgezogen = Bestand, unterbrochen = stillgelegt)

| Name | Name                         | km  | Anschlusslinien                        | Lage   | Ort             |
| ---- | ---------------------------- | --- | -------------------------------------- | ------ | --------------- |
| SG01 | Sangen-Jaya (三軒茶屋)       | 0,0 | Tōkyū Den’entoshi-Linie                | Koord. | Setagaya, Tokio |
| SG02 | Nishi-Taishidō (西太子堂)    | 0,3 |                                        | Koord. | Setagaya, Tokio |
| SG03 | Wakabayashi (若林)           | 0,9 |                                        | Koord. | Setagaya, Tokio |
| SG04 | Shōin-jinja-mae (松陰神社前) | 1,4 |                                        | Koord. | Setagaya, Tokio |
| SG05 | Setagaya (世田谷)            | 1,8 |                                        | Koord. | Setagaya, Tokio |
| SG06 | Kamimachi (上町)             | 2,2 |                                        | Koord. | Setagaya, Tokio |
| SG07 | Miyanosaka (宮の坂)          | 2,7 |                                        | Koord. | Setagaya, Tokio |
| SG08 | Yamashita (山下)             | 3,4 | im Bhf. Gōtokuji: Odakyū Odawara-Linie | Koord. | Setagaya, Tokio |
| SG09 | Matsubara (松原)             | 4,2 |                                        | Koord. | Setagaya, Tokio |
| SG10 | Shimo-Takaido (下高井戸)     | 5,0 | Keiō-Linie                             | Koord. | Setagaya, Tokio |